# الهيئة الوقتية لمراقبة دستورية مشاريع القوانين
الهيئة الوقتية لمراقبة دستورية مشاريع القوانين هي هيئة قضائية وقتية مستقلة في تونس تختص بمراقبة دستورية مشاريع القوانين، تتمتع الهيئة بالاستقلالية الإدارية والمالية في إطار ميزانية الدولة. تم إنشائها في 18 أبريل 2014 وتم تعيين أعضائها في 22 أبريل الموالي.

جاءت هذه الهيئة تعويضا للمجلس الدستوري للجمهورية الذي حل في 2011 إثر الثورة التونسية، بينما تنتهي مهامها عند تركيز المحكمة الدستورية.
أصدر الرئيس قيس سعيد أمرا رئاسيا يوم 22 سبتمبر 2021 يقضي بإلغاء الهيئة الوقتية لمراقبة دستورية القوانين.

## السياق والتاريخ
إثر الثورة التونسية في 2011، تم حل المجلس الدستوري للجمهورية.

نصت أحكام الفقرة 7 من الفصل 148 في باب الأحكام الانتقالية من دستور تونس 2014 الجديد على إنشاء هيئة وقتية لمراقبة دستورية مشاريع القوانين، الشيء الذي تم في 15 أبريل 2014، حيث صادق المجلس الوطني التأسيسي على مشروع القانون الأساسي المتعلق بالهيئة الوقتية برمته بحضور 134 نائب من جملة 217، 131 منهم وافقوا على القانون بينما احتفظ 3 أعضاء ولم يعارضه أحد. وفي 18 أبريل، أصدر رئيس الجمهورية المنصف المرزوقي القانون الأساسي عدد 14 لسنة 2014 المؤرخ في 18 أبريل 2014 المتعلق بالهيئة الوقتية لمراقبة دستورية مشاريع القوانين. ثم في 22 أبريل الموالي، أصدر المرزوقي القرار الجمهوري عدد 89 لسنة 2014 المؤرخ في 22 أبريل 2014 المتعلق بتعيين أعضاء الهيئة.

في 3 ديسمبر 2015، وبعد مصادقة أعضاء مجلس نواب الشعب، أصدر الرئيس الباجي قائد السبسي القانون الأساسي عدد 50 لسنة 2015 المؤرخ في 3 ديسمبر 2015 المتعلق بالمحكمة الدستورية، إلا أنه إلى حدود أكتوبر 2017، لم يتم انتخاب أعضاء هذه المحكمة، لذلك تواصل الهيئة الوقتية مهامها إلى حين تركيز وإرساء المحكمة الدستورية.

## المهام
تتولى الهيئة مراقبة دستورية مشاريع القوانين بناء على طلب من رئيس الجمهورية أو رئيس الحكومة أو ثلاثين نائبا على الأقل. يقصد بمشاريع القوانين كافة النصوص التشريعية المصادق عليها من المجلس الوطني التأسيسي أو مجلس نواب الشعب والتي لم يتم ختمها بعد. وتعتبر سائر المحاكم غير مخولة لمراقبة دستورية القوانين.

تنتهي مهام الهيئة بإرساء المحكمة الدستورية.

## الأعضاء

### الشروط
يشترط في الأعضاء المعينين من ذوي الاختصاص القانوني أن لا تقل خبرتهم عن 20 سنة وأن تتوفر فيهم شروط النزاهة والاستقلالية والحياد.

كما يشترط في من يعين لعضوية الهيئة أن لا يكون: من أعضاء حكومة قائمة عند تعيينه، من أعضاء المجلس الوطني التأسيسي أو مجلس نواب الشعب، تحمل مسؤولية في حزب طيلة السنوات الخمس السابقة لتعيينه، من أعضاء حكومات مرحلة ما قبل 14 يناير 2011 أو من الأعضاء السابقين بمجلس النواب أو بمجلس المستشارين أو من الأعضاء السابقين بالمجلس الدستوري للجمهورية، ممن تحمل مسؤولية في حزب التجمع الدستوري الديمقراطي المنحل.

لا يحق لمن يتولى رئاسة الهيئة أو عضويتها أن يتولى رئاسة المحكمة الدستورية أو عضويتها، بعد إرساء هذه الأخيرة.

### القائمة
تتكون الهيئة من 3 أعضاء معينين بالصفة وهم:
- الرئيس الأول لمحكمة التعقيب (وهو رئيس الهيئة).
- الرئيس الأول للمحكمة الإدارية (كعضوا ونائبا أولا للرئيس).
- الرئيس الأول لدائرة المحاسبات (كعضوا ونائبا ثانيا للرئيس).

بقية الأعضاء ال3 يتم تعيينهم على النحو التالي:
- عضو معين من قبل رئيس الجمهورية التونسية المنصف المرزوقي).
- عضو معين من قبل رئيس المجلس الوطني التأسيسي مصطفى بن جعفر).
- عضو معين من قبل رئيس الحكومة التونسية مهدي جمعة).

| الصفة                                                    | الاسم                                                               |
| -------------------------------------------------------- | ------------------------------------------------------------------- |
| رئيس الهيئة الرئيس الأول لمحكمة التعقيب                  | خالد العياري (2014-2017) الهادي القديري (2017-الأن)                 |
| النائب الأول لرئيس الهيئة الرئيس الأول للمحكمة الإدارية  | محمد فوزي بن حماد (2014-2016) عبد السلام المهدي قريصيعة (2016-الأن) |
| النائب الثاني لرئيس الهيئة الرئيس الأول لدائرة المحاسبات | عبد اللطيف الخراط (2014-2016) نجيب القطاري (2017-الأن)              |
| عضو معين من قبل رئيس الجمهورية التونسية                  | سامي الجربي                                                         |
| عضو معين من قبل رئيس المجلس الوطني التأسيسي              | ليلى الشيخاوي                                                       |
| عضو معين من قبل رئيس الحكومة التونسية                    | لطفي طرشونة                                                         |

## الميزانية
بلغت ميزانية الهيئة لسنة 2015 مبلغ 000 120 دينار تونسي.

## مقالات ذات صلة
- قائمة الهيئات التونسية
- المجلس الدستوري للجمهورية (تونس)
- المحكمة الدستورية (تونس)

## روابط خارجية
- قانون أساسي عدد 14 لسنة 2014 مؤرخ في 18 أفريل 2014 يتعلق بالهيئة الوقتية لمراقبة دستورية مشاريع القوانين، بوابة-التشريع.تونس، 18 أبريل 2014.

## بيبليوغرافيا
- أحمد بوعون، قرارات الهيئة الوقتية لمراقبة دستورية مشاريع القوانين، مجمع الأطرش للكتاب المختص، 287 صفحة، 2016 (ردمك 9789973924039).